# Хоссейн Шанбехзаде
Хоссейн Шанбехзаде (перс. حسین شنبه‌زاده) — іранський письменник активіст. Його заарештували у 2024 році після того, як він написав у Твіттері на пост Верховного лідера Ірану Алі Хаменеї одну крапку («.»).

## Кар'єра

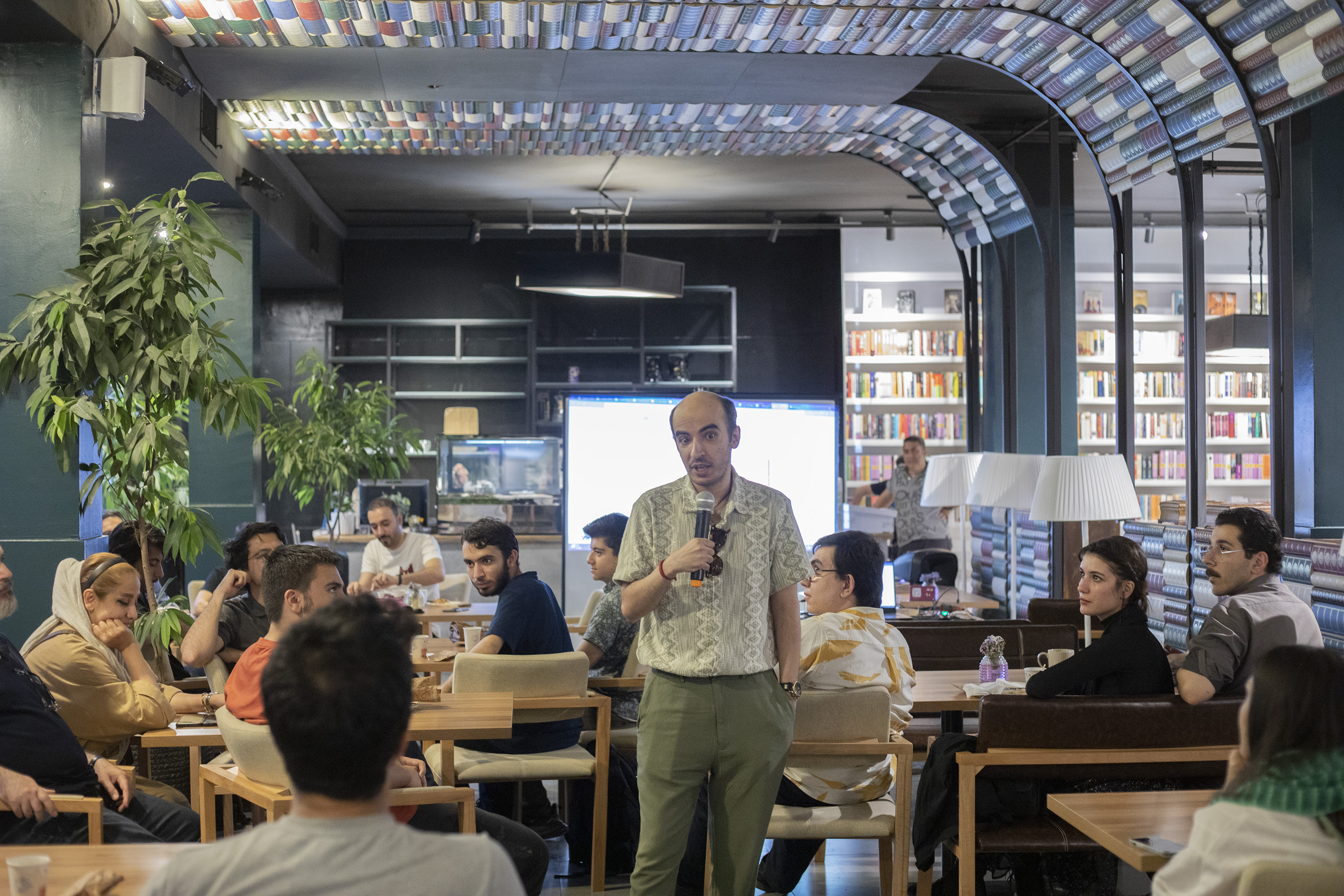
Шанбезаде на церемонії з нагоди відзначення мільйона статей у перській Вікіпедії — 16 травня 2024 року

Хоссейн працював перекладачем, та літературним редактором та активістом. Здобув малу популярність своїми критичними та сатиричними повідомленнями в інтернеті про іранський режим та їх Верховного лідера Алі Хаменеї та його дії в державі. У 2019 році Хоссейн був заарештований у зв'язку з протестами в Ірані 2019 року за звинуваченням у «образі святинь та лідера Ісламської Республіки». Його ув'язнили у в'язниці Евін побудована ще за часів Реза Пахлаві та засудили до шести років позбавлення волі. Його звільнили на початку 2024 року, між березнем і квітнем, до закінчення терміну покарання.

## Арешт за твіт
4 червня 2024 року Хоссейна знову заарештували через місяць після того, як він опублікував у Твіттері крапку («.») у відповідь на Алі Хаменеї, що отримало значно більше лайків та впливу, ніж оригінальний пост Хаменеї. Автор раніше також опублікував викривальний матеріал про жорстокі практики у в'язниці Евін та жорсткі дії Корпуса вартових Ісламської революції під час протестів 2019 року. Кілька користувачів висловили обурення у відповідь на арешт. Влада звинуватила Шанбехзаде у шпигунстві на користь Ізраїлю, що може означати смертну кару. Станом на червень 2024 року його місцезнаходження невідоме, інформацію про його стан здоров'я теж невідомі.